# .bq
.bq è il dominio di primo livello nazionale riservato ai Paesi Bassi caraibici.